# Johann Christoph Wöhrmann

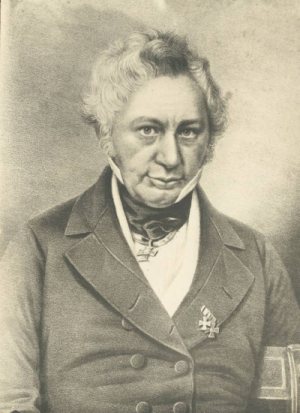
Johann Christoph Wöhrmann, zeitgenössische Lithographie

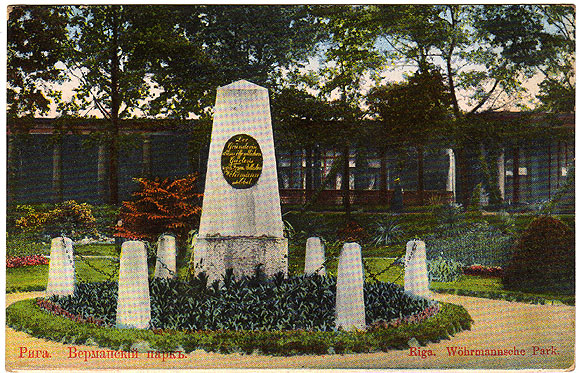
1829 von J.C. Wöhrmann für seine Mutter gesetztes Denkmal im Wöhrmannschen Garten

Johann Christoph Wöhrmann, lettisch Johans Kristofs Vērmans  (* 6. Juli 1784 in Riga; † 21. Augustjul. / 2. September 1843greg. in Franzensbad) war ein deutschbaltischer Kaufmann und preußischer Generalkonsul für Liv- und Kurland.

## Leben und Wirken
Johann Christoph Wöhrmann stammte aus der ursprünglich Lübecker Familie Wöhrmann, die als Seidenkrämer im Textilgroßhandel tätig waren. Der Seidenhändler Heinrich Wöhrmann († 1785) konnte für die Familie 1776 eine Seitenkapelle in der Lübecker Marienkirche erwerben, wo heute noch eine Gedenktafel an die Grablege der Familie erinnert. Johann Christoph Wöhrmanns Vater Christian Heinrich Wöhrmann (* 1737) ging um 1763 nach Riga. Zunächst Mitglied der Schwarzhäupter und 1772 ihr Ältester, schloss er sich danach der Großen Gilde an. Er war nacheinander Partner in den Handelsfirmen „Vethaacke, Krupp & Co“, „Krupp & Wöhrmann“ und „Wöhrmann & Detenhoff“, bis er in den 1770er Jahren sein eigenes Unternehmen aufbaute. Seine Mutter war Anna Gertrud, geb. Ebel (1750–1827).
1804 übernahm Johann Christoph Wöhrmann das nunmehr als „Wöhrmann & Sohn“ firmierende väterliche Unternehmen und baute es aus. Neben dem Handel, vor allem mit Frankreich, Belgien und den Niederlanden, betrieb er Bankgeschäfte. Für die Zukunft und den wirtschaftlichen Erfolg des Unternehmens am bedeutendsten wurde die Gründung einer Tuchfabrik 1834 auf seinem Gut Zintenhof (heute Sindi, Kreis Pärnu, Estland) an einer Stromschnelle der Pernau, nachdem ein Vorläuferbetrieb in Polen bei den dortigen Unruhen 1831 niedergebrannt worden war. Ab 1824 vertrat er Preußen als dessen Generalkonsul für Liv- und Kurland in Riga.
Seine Mutter Anna Wöhrmann hatte ab 1814 wiederholt Land und Geld zur Anlage eines öffentlichen Parks im Stil eines Englischen Gartens in Riga gespendet, der daraufhin Wöhrmannscher Garten benannt wurde. Johann Christoph Wöhrmann setzte diese Tradition fort, ließ ihr 1829 hier ein Denkmal, das Wöhrmann-Denkmal, setzen und erweiterte den Park beträchtlich.

## Familie
Johann Christoph Wöhrmann war verheiratet mit der aus Lübeck stammenden Cäcilie Wilhelmine, geb. Kuhlmann (* 1788 in Lübeck; † 1840 in Riga). Kinder des Paares waren:
- Christian Heinrich  (1814–1874). Er wurde Nachfolger seines Vaters im Unternehmen und im Konsulat.
- Emilie (* 1822). Sie heiratete 1844 Conrad Rücker (* 1817), Kaufmann und Ältester der Großen Gilde zu Riga, Vorsteher der Petrikirche, Hannoverscher, Lübeckischer und Hamburgischer Konsul, ein Neffe des rigaischen Großkaufmanns Gabriel Leonhard von Berckholtz.[3]
- Dorothea Wilhemine Virginie (* 1825). Sie heiratete 1845 ihren sächsischen Cousin Christian Heinrich von Wöhrmann.[4]
- Olga (1830–1890). Sie heiratete den sächsischen Leutnant und Kammerherrn Alexander Caspar Graf von Rex auf Zehista bei Pirna.
- Johann Christoph. Er wurde 1859 zum Baron erhoben und erwarb 1865 das Rittergut Stolben.

## Auszeichnungen
- 1832: Ritter des Kaiserlich russischen St. Wladimir-Ordens 4. Klasse
- 1842: Ritter des Kaiserlich russischen St. Stanislaus-Ordens 2. Klasse
- 1835: Preußischer roter Adler-Orden 4. Klasse